# Liga Campionilor 2004-2005
Liga Campionilor 2004-2005 a fost a cincizecea ediție a competiției de fotbal Liga Campionilor UEFA (a treisprezecea a noului format).

## Preliminarii

### Primul tur preliminar
| Echipa 1         | Scor gen. | Echipa 2      | Tur | Retur |
| ---------------- | --------- | ------------- | --- | ----- |
| KR               | 2–2 (a)   | Shelbourne    | 2–2 | 0–0   |
| Skonto           | 7–1       | Rhyl          | 4–0 | 3–1   |
| Flora Tallinn    | 3–7       | Gorica        | 2–4 | 1–3   |
| Linfield         | 0–2       | HJK           | 0–1 | 0–1   |
| Pobeda           | 2–4       | Pyunik        | 1–3 | 1–1   |
| Sheriff Tiraspol | 2–1       | Jeunesse Esch | 2–0 | 0–1   |
| WIT Georgia      | 5–3       | HB            | 5–0 | 0–3   |
| Sliema Wanderers | 1–6       | FBK Kaunas    | 0–2 | 1–4   |
| Široki Brijeg    | 2–2 (a)   | Neftchi Baku  | 2–1 | 0–1   |
| Gomel            | 1–2       | KF Tirana     | 0–2 | 1–0   |

### Turul doi preliminar
| Echipa 1     | Scor gen. | Echipa 2             | Tur | Retur |
| ------------ | --------- | -------------------- | --- | ----- |
| Pyunik       | 1–4       | Shakhtar Donetsk     | 1–3 | 0–1   |
| APOEL        | 3–4       | Sparta Praga         | 2–2 | 1–2   |
| Rosenborg    | 4–1       | Sheriff Tiraspol     | 2–1 | 2–0   |
| Young Boys   | 2–5       | Steaua Roșie Belgrad | 2–2 | 0–3   |
| Gorica       | 6–2       | Copenhaga            | 1–2 | 5–0   |
| Neftchi Baku | 0–2       | ȚSKA Moscova         | 0–0 | 0–2   |
| Žilina       | 0–2       | Dinamo București     | 0–1 | 0–1   |
| HJK          | 0–1       | Maccabi Tel Aviv     | 0–0 | 0–1   |
| Skonto       | 1–4       | Trabzonspor          | 1–1 | 0–3   |
| Club Brugge  | 6–0       | Lokomotiv Plovdiv    | 2–0 | 4–0   |
| KF Tirana    | 3–3 (a)   | Ferencváros          | 2–3 | 1–0   |
| Hajduk Split | 3–4       | Shelbourne           | 3–2 | 0–2   |
| Djurgården   | 2–0       | FBK Kaunas           | 0–0 | 2–0   |
| WIT Georgia  | 2–11      | Wisła Kraków         | 2–8 | 0–3   |

### Turul trei preliminar
| Echipa 1             | Scor gen. | Echipa 2            | Tur    | Retur     |
| -------------------- | --------- | ------------------- | ------ | --------- |
| GAK                  | 1–2       | Liverpool           | 0–2    | 1–0       |
| Juventus             | 6–3       | Djurgården          | 2–2    | 4–1       |
| Ferencváros          | 1–2       | Sparta Praga        | 1–0    | 0–2 (aet) |
| Rosenborg            | 5–3       | Maccabi Haifa       | 2–1    | 3–2 (aet) |
| Bayer Leverkusen     | 6–2       | Baník Ostrava       | 5–0    | 1–2       |
| ȚSKA Moscova         | 3–2       | Rangers             | 2–1    | 1–1       |
| Shakhtar Donetsk     | 6–3       | Club Brugge         | 4–1    | 2–2       |
| Dinamo Kiev          | 3–2       | Trabzonspor         | 1–2    | 2–0       |
| Steaua Roșie Belgrad | 3–7       | PSV Eindhoven       | 3–2    | 0–5       |
| Dinamo București     | 1–5       | Manchester United   | 1–2    | 0–3       |
| Basel                | 2–5       | Internazionale      | 1–1    | 1–4       |
| Benfica              | 1–3       | Anderlecht          | 1–0    | 0–3       |
| Shelbourne           | 0–3       | Deportivo La Coruña | 0–0    | 0–3       |
| PAOK                 | 0–4       | Maccabi Tel Aviv    | 0–3[A] | 0–1       |
| Gorica               | 0–9       | AS Monaco           | 0–3    | 0–6       |
| Wisła Kraków         | 1–5       | Real Madrid         | 0–2    | 1–3       |

1. ^ Prima manșă s-a terminat cu scorul de 2–1 în favoarea lui Maccabi Tel Aviv, dar s-a pus înfrângere cu 3–0 lui PAOK pentru includerea unui jucător suspendat.[1]

## Faza grupelor

### Grupa A
| Echipa     | M | V | E | Î | GM | GP | GD | Pct |
| ---------- | - | - | - | - | -- | -- | -- | --- |
| Monaco     | 6 | 4 | 0 | 2 | 10 | 4  | +6 | 12  |
| Liverpool  | 6 | 3 | 1 | 2 | 6  | 3  | +3 | 10  |
| Olympiacos | 6 | 3 | 1 | 2 | 5  | 5  | 0  | 10  |
| La Coruña  | 6 | 0 | 2 | 4 | 0  | 9  | −9 | 2   |

|                     | MON | DEP | LIV | OLY |
| ------------------- | --- | --- | --- | --- |
| Monaco              | –   | 2–0 | 1–0 | 2–1 |
| Deportivo La Coruña | 0–5 | –   | 0–1 | 0–0 |
| Liverpool           | 2–0 | 0–0 | –   | 3–1 |
| Olympiacos          | 1–0 | 1–0 | 1–0 | –   |

### Grupa B
| Echipa      | M | V | E | Î | GM | GP | GD  | Pct |
| ----------- | - | - | - | - | -- | -- | --- | --- |
| Leverkusen  | 6 | 3 | 2 | 1 | 13 | 7  | +6  | 11  |
| Real Madrid | 6 | 3 | 2 | 1 | 11 | 8  | +3  | 11  |
| Dinamo Kiev | 6 | 3 | 1 | 2 | 11 | 8  | +3  | 10  |
| Roma        | 6 | 0 | 1 | 5 | 4  | 16 | −12 | 1   |

|                  | LEV | DK     | RM  | ROM |
| ---------------- | --- | ------ | --- | --- |
| Bayer Leverkusen | –   | 3–0    | 3–0 | 3–1 |
| Dynamo Kyiv      | 4–2 | –      | 2–2 | 2–0 |
| Real Madrid      | 1–1 | 1–0    | –   | 4–2 |
| Roma             | 1–1 | 0–3[B] | 0–3 | –   |

1. ^ As Dinamo Kiev lead 0–1, the match was abandoned at half-time after referee Anders Frisk was hit by an object thrown from the crowd. UEFA awarded Dynamo Kyiv a 0–3 win and ordered Roma to play their next two European games behind closed doors.[2]

### Grupa C
| Echipa           | M | V | E | Î | GM | GP | GD | Pct |
| ---------------- | - | - | - | - | -- | -- | -- | --- |
| Juventus         | 6 | 5 | 1 | 0 | 6  | 1  | +5 | 16  |
| Bayern           | 6 | 3 | 1 | 2 | 12 | 5  | +7 | 10  |
| Ajax             | 6 | 1 | 1 | 4 | 6  | 10 | −4 | 4   |
| Maccabi Tel Aviv | 6 | 1 | 1 | 4 | 4  | 12 | −8 | 4   |

|                   | AJA | BAY | JUV | MTA |
| ----------------- | --- | --- | --- | --- |
| Ajax              | –   | 2–2 | 0–1 | 3–0 |
| FC Bayern München | 4–0 | –   | 0–1 | 5–1 |
| Juventus          | 1–0 | 1–0 | –   | 1–0 |
| Maccabi Tel Aviv  | 2–1 | 0–1 | 1–1 | –   |

### Grupa D
| Echipa            | M | V | E | Î | GM | GP | GD  | Pct |
| ----------------- | - | - | - | - | -- | -- | --- | --- |
| Lyon              | 6 | 4 | 1 | 1 | 17 | 8  | +9  | 13  |
| Manchester United | 6 | 3 | 2 | 1 | 14 | 9  | +5  | 11  |
| Fenerbahçe        | 6 | 3 | 0 | 3 | 10 | 13 | −3  | 9   |
| Sparta Praga      | 6 | 0 | 1 | 5 | 2  | 13 | −11 | 1   |

|                   | FEN | OL  | MU  | SPR |
| ----------------- | --- | --- | --- | --- |
| Fenerbahçe        | –   | 1–3 | 3–0 | 1–0 |
| Lyon              | 4–2 | –   | 2–2 | 5–0 |
| Manchester United | 6–2 | 2–1 | –   | 4–1 |
| Sparta Praga      | 0–1 | 1–2 | 0–0 | –   |

### Grupa E
| Echipa        | M | V | E | Î | GM | GP | GD | Pct |
| ------------- | - | - | - | - | -- | -- | -- | --- |
| Arsenal       | 6 | 2 | 4 | 0 | 11 | 6  | +5 | 10  |
| PSV           | 6 | 3 | 1 | 2 | 6  | 7  | −1 | 10  |
| Panathinaikos | 6 | 2 | 3 | 1 | 11 | 8  | +3 | 9   |
| Rosenborg     | 6 | 0 | 2 | 4 | 6  | 13 | −7 | 2   |

|               | ARS | PAN | PSV | ROS |
| ------------- | --- | --- | --- | --- |
| Arsenal       | –   | 1–1 | 1–0 | 5–1 |
| Panathinaikos | 2–2 | –   | 4–1 | 2–1 |
| PSV Eindhoven | 1–1 | 1–0 | –   | 1–0 |
| Rosenborg     | 1–1 | 2–2 | 1–2 | –   |

### Grupa F
| Echipa          | M | V | E | Î | GM | GP | GD | Pct |
| --------------- | - | - | - | - | -- | -- | -- | --- |
| Milan           | 6 | 4 | 1 | 1 | 10 | 3  | +7 | 13  |
| Barcelona       | 6 | 3 | 1 | 2 | 9  | 6  | +3 | 10  |
| Șahtior Donețsk | 6 | 2 | 0 | 4 | 5  | 9  | −4 | 6   |
| Celtic          | 6 | 1 | 2 | 3 | 4  | 10 | −6 | 5   |

|                  | BAR | CEL | MIL | SHA |
| ---------------- | --- | --- | --- | --- |
| Barcelona        | –   | 1–1 | 2–1 | 3–0 |
| Celtic           | 1–3 | –   | 0–0 | 1–0 |
| Milan            | 1–0 | 3–1 | –   | 4–0 |
| Shakhtar Donetsk | 2–0 | 3–0 | 0–1 | –   |

### Grupa G
| Echipa        | M | V | E | Î | GM | GP | GD  | Pct |
| ------------- | - | - | - | - | -- | -- | --- | --- |
| Inter Milano  | 6 | 4 | 2 | 0 | 14 | 3  | +11 | 14  |
| Werder Bremen | 6 | 4 | 1 | 1 | 12 | 6  | +6  | 13  |
| Valencia      | 6 | 2 | 1 | 3 | 6  | 10 | −4  | 7   |
| Anderlecht    | 6 | 0 | 0 | 6 | 4  | 17 | −13 | 0   |

|                | AND | INT | VAL | BRM |
| -------------- | --- | --- | --- | --- |
| Anderlecht     | –   | 1–3 | 1–2 | 1–2 |
| Internazionale | 3–0 | –   | 0–0 | 2–0 |
| Valencia       | 2–0 | 1–5 | –   | 0–2 |
| Werder Bremen  | 5–1 | 1–1 | 2–1 | –   |

### Grupa H
| Echipa       | M | V | E | Î | GM | GP | GD | Pct |
| ------------ | - | - | - | - | -- | -- | -- | --- |
| Chelsea      | 6 | 4 | 1 | 1 | 10 | 3  | +7 | 13  |
| Porto        | 6 | 2 | 2 | 2 | 4  | 6  | −2 | 8   |
| CSKA Moscova | 6 | 2 | 1 | 3 | 5  | 5  | 0  | 7   |
| PSG          | 6 | 1 | 2 | 3 | 3  | 8  | −5 | 5   |

|                     | CHE | CSK | PSG | POR |
| ------------------- | --- | --- | --- | --- |
| Chelsea             | –   | 2–0 | 0–0 | 3–1 |
| ȚSKA Moscova        | 0–1 | –   | 2–0 | 0–1 |
| Paris Saint-Germain | 0–3 | 1–3 | –   | 2–0 |
| Porto               | 2–1 | 0–0 | 0–0 | –   |

## Faza eliminatorie
|  | Șaisprezecimi     | Șaisprezecimi     | Șaisprezecimi | Șaisprezecimi |       |           | Sferturi de finală | Sferturi de finală | Sferturi de finală | Sferturi de finală |  |           | Semifinale | Semifinale | Semifinale | Semifinale |       |       | Finala | Finala |
|  |                   |                   |               |               |       |           |                    |                    |                    |                    |  |           |            |            |            |            |       |       |        |        |
|  | Manchester United | 0                 | 0             | 0             |       |           |                    |                    |                    |                    |  |           |            |            |            |            |       |       |        |        |
|  | Milan             | 1                 | 1             | 2             |       |           |                    |                    |                    |                    |  |           |            |            |            |            |       |       |        |        |
|  | Milan             | 1                 | 1             | 2             |       | Milan     | 2                  | 3                  | 5                  |                    |  |           |            |            |            |            |       |       |        |        |
|  |                   |                   |               |               |       | Milan     | 2                  | 3                  | 5                  |                    |  |           |            |            |            |            |       |       |        |        |
|  |                   | Internazionale    | 0             | 0             | 0     |           |                    |                    |                    |                    |  |           |            |            |            |            |       |       |        |        |
|  | Porto             | Internazionale    | 0             | 0             | 0     | 1         | 1                  | 2                  |                    |                    |  |           |            |            |            |            |       |       |        |        |
|  | Porto             |                   |               |               |       | 1         | 1                  | 2                  |                    |                    |  |           |            |            |            |            |       |       |        |        |
|  | Internazionale    | 1                 | 3             | 4             |       |           |                    |                    |                    |                    |  |           |            |            |            |            |       |       |        |        |
|  | Internazionale    | 1                 | 3             | 4             |       |           |                    |                    |                    |                    |  | Milan (a) | 2          | 1          | 3          |            |       |       |        |        |
|  |                   |                   |               |               |       |           |                    |                    |                    |                    |  | Milan (a) | 2          | 1          | 3          |            |       |       |        |        |
|  |                   | PSV Eindhoven     | 0             | 3             | 3     |           |                    |                    |                    |                    |  |           |            |            |            |            |       |       |        |        |
|  | Werder Bremen     | PSV Eindhoven     | 0             | 3             | 3     | 0         | 2                  | 2                  |                    |                    |  |           |            |            |            |            |       |       |        |        |
|  | Werder Bremen     |                   |               |               |       | 0         | 2                  | 2                  |                    |                    |  |           |            |            |            |            |       |       |        |        |
|  | Lyon              | 3                 | 7             | 10            |       |           |                    |                    |                    |                    |  |           |            |            |            |            |       |       |        |        |
|  | Lyon              | 3                 | 7             | 10            |       | Lyon      | 1                  | 1                  | 2 (2)              |                    |  |           |            |            |            |            |       |       |        |        |
|  |                   |                   |               |               |       | Lyon      | 1                  | 1                  | 2 (2)              |                    |  |           |            |            |            |            |       |       |        |        |
|  |                   | PSV Eindhoven (p) | 1             | 1             | 2 (4) |           |                    |                    |                    |                    |  |           |            |            |            |            |       |       |        |        |
|  | PSV Eindhoven     | PSV Eindhoven (p) | 1             | 1             | 2 (4) | 1         | 2                  | 3                  |                    |                    |  |           |            |            |            |            |       |       |        |        |
|  | PSV Eindhoven     |                   |               |               |       | 1         | 2                  | 3                  |                    |                    |  |           |            |            |            |            |       |       |        |        |
|  | Monaco            | 0                 | 0             | 0             |       |           |                    |                    |                    |                    |  |           |            |            |            |            |       |       |        |        |
|  | Monaco            | 0                 | 0             | 0             |       |           |                    |                    |                    |                    |  |           |            |            |            |            | Milan | 3 (2) |        |        |
|  |                   |                   |               |               |       |           |                    |                    |                    |                    |  |           |            |            |            |            |       | 3 (2) |        |        |
|  |                   | Liverpool (p)     | 3 (3)         |               |       |           |                    |                    |                    |                    |  |           |            |            |            |            |       |       |        |        |
|  | Barcelona         | Liverpool (p)     | 3 (3)         | 2             | 2     | 4         |                    |                    |                    |                    |  |           |            |            |            |            |       |       |        |        |
|  | Barcelona         |                   |               | 2             | 2     | 4         |                    |                    |                    |                    |  |           |            |            |            |            |       |       |        |        |
|  | Chelsea           | 1                 | 4             | 5             |       |           |                    |                    |                    |                    |  |           |            |            |            |            |       |       |        |        |
|  | Chelsea           | 1                 | 4             | 5             |       | Chelsea   | 4                  | 2                  | 6                  |                    |  |           |            |            |            |            |       |       |        |        |
|  |                   |                   |               |               |       | Chelsea   | 4                  | 2                  | 6                  |                    |  |           |            |            |            |            |       |       |        |        |
|  |                   | FC Bayern München | 2             | 3             | 5     |           |                    |                    |                    |                    |  |           |            |            |            |            |       |       |        |        |
|  | FC Bayern München | FC Bayern München | 2             | 3             | 5     | 3         | 0                  | 3                  |                    |                    |  |           |            |            |            |            |       |       |        |        |
|  | FC Bayern München |                   |               |               |       | 3         | 0                  | 3                  |                    |                    |  |           |            |            |            |            |       |       |        |        |
|  | Arsenal           | 1                 | 1             | 2             |       |           |                    |                    |                    |                    |  |           |            |            |            |            |       |       |        |        |
|  | Arsenal           | 1                 | 1             | 2             |       |           |                    |                    |                    |                    |  | Chelsea   | 0          | 0          | 0          |            |       |       |        |        |
|  |                   |                   |               |               |       |           |                    |                    |                    |                    |  | Chelsea   | 0          | 0          | 0          |            |       |       |        |        |
|  |                   | Liverpool         | 0             | 1             | 1     |           |                    |                    |                    |                    |  |           |            |            |            |            |       |       |        |        |
|  | Liverpool         | Liverpool         | 0             | 1             | 1     | 3         | 3                  | 6                  |                    |                    |  |           |            |            |            |            |       |       |        |        |
|  | Liverpool         |                   |               |               |       | 3         | 3                  | 6                  |                    |                    |  |           |            |            |            |            |       |       |        |        |
|  | Bayer Leverkusen  | 1                 | 1             | 2             |       |           |                    |                    |                    |                    |  |           |            |            |            |            |       |       |        |        |
|  | Bayer Leverkusen  | 1                 | 1             | 2             |       | Liverpool | 2                  | 0                  | 2                  |                    |  |           |            |            |            |            |       |       |        |        |
|  |                   |                   |               |               |       | Liverpool | 2                  | 0                  | 2                  |                    |  |           |            |            |            |            |       |       |        |        |
|  |                   | Juventus          | 1             | 0             | 1     |           |                    |                    |                    |                    |  |           |            |            |            |            |       |       |        |        |
|  | Real Madrid       | Juventus          | 1             | 0             | 1     | 1         | 0                  | 1                  |                    |                    |  |           |            |            |            |            |       |       |        |        |
|  | Real Madrid       |                   |               |               |       | 1         | 0                  | 1                  |                    |                    |  |           |            |            |            |            |       |       |        |        |
|  | Juventus (aet)    | 0                 | 2             | 2             |       |           |                    |                    |                    |                    |  |           |            |            |            |            |       |       |        |        |

### Optimi de finală
| Echipa 1          | Scor gen. | Echipa 2         | Tur | Retur    |
| ----------------- | --------- | ---------------- | --- | -------- |
| Real Madrid       | 1–2       | Juventus         | 1–0 | 0–2(aet) |
| Liverpool         | 6–2       | Bayer Leverkusen | 3–1 | 3–1      |
| PSV               | 3–0       | Monaco           | 1–0 | 2–0      |
| Bayern            | 3–2       | Arsenal          | 3–1 | 0–1      |
| Barcelona         | 4–5       | Chelsea          | 2–1 | 2–4      |
| Manchester United | 0–2       | Milan            | 0–1 | 0–1      |
| Werder Bremen     | 2–10      | Lyon             | 0–3 | 2–7      |
| Porto             | 2–4       | Internazionale   | 1–1 | 1–3      |

Tur
| Real Madrid  | 1 – 0    | Juventus |
| ------------ | -------- | -------- |
| Helguera 31' | (Report) |          |

| Liverpool                            | 3 – 1    | Bayer Leverkusen |
| ------------------------------------ | -------- | ---------------- |
| L. García 15' Riise 35' Hamann 90+3' | (Report) | França 90+3'     |

| PSV     | 1 – 0    | Monaco |
| ------- | -------- | ------ |
| Alex 8' | (Report) |        |

| Bayern München                  | 3 – 1    | Arsenal   |
| ------------------------------- | -------- | --------- |
| Pizarro 4' 58' Salihamidžić 65' | (Report) | Touré 88' |

| Barcelona              | 2 – 1    | Chelsea             |
| ---------------------- | -------- | ------------------- |
| M. López 67' Eto'o 73' | (Report) | Belletti 33' (o.g.) |

| Werder Bremen | 0 – 3    | Lyon                              |
| ------------- | -------- | --------------------------------- |
|               | (Report) | Wiltord 9' Diarra 77' Juninho 80' |

| Manchester United | 0 – 1    | Milan      |
| ----------------- | -------- | ---------- |
|                   | (Report) | Crespo 78' |

| Porto        | 1 – 1    | Internazionale |
| ------------ | -------- | -------------- |
| R. Costa 61' | (Report) | Martins 24'    |

Retur
| Milan      | 1 – 0    | Manchester United |
| ---------- | -------- | ----------------- |
| Crespo 61' | (Report) |                   |

Milan won 2–0 on aggregate.
| Lyon                                                             | 7 – 2    | Werder Bremen                |
| ---------------------------------------------------------------- | -------- | ---------------------------- |
| Wiltord 8' 55' 63' Essien 17' 30' Malouda 60' Berthod 80' (pen.) | (Report) | Micoud 32' Ismaël 57' (pen.) |

Lyon won 10–2 on aggregate.
| Chelsea                                     | 4 – 2    | Barcelona                 |
| ------------------------------------------- | -------- | ------------------------- |
| Guðohnsen 8' Lampard 17' Duff 19' Terry 76' | (Report) | Ronaldinho 27' (pen.) 38' |

Chelsea won 5–4 on aggregate.
| Monaco | 0 – 2    | PSV                                    |
| ------ | -------- | -------------------------------------- |
|        | (Report) | Vennegoor of Hesselink 26' Beasley 69' |

PSV Eindhoven won 3–0 on aggregate.
| Bayer Leverkusen | 1 – 3    | Liverpool                   |
| ---------------- | -------- | --------------------------- |
| Krzynówek 88'    | (Report) | L. García 28' 32' Baros 67' |

Liverpool won 6–2 on aggregate.
| Arsenal   | 1 – 0    | Bayern München |
| --------- | -------- | -------------- |
| Henry 66' | (Report) |                |

Bayern won 3–2 on aggregate.
| Juventus                    | 2 – 0 (a.e.t.) | Real Madrid |
| --------------------------- | -------------- | ----------- |
| Trézéguet 75' Zalayeta 116' | (Report)       |             |

Juventus won 2–1 on aggregate.
| Internazionale     | 3 – 1    | Porto        |
| ------------------ | -------- | ------------ |
| Adriano 6' 63' 87' | (Report) | J. Costa 69' |

Internazionale won 4–2 on aggregate.

### Sferturi
| Echipa 1  | Scor gen. | Echipa 2       | Tur | Retur  |
| --------- | --------- | -------------- | --- | ------ |
| Liverpool | 2–1       | Juventus       | 2–1 | 0–0    |
| Lyon      | 2–2(2–4p) | PSV            | 1–1 | 1–1    |
| Chelsea   | 6–5       | Bayern München | 4–2 | 2–3    |
| Milan     | 5–0       | Internazionale | 2–0 | 3–0(f) |

Tur
| Liverpool                | 2 – 1    | Juventus      |
| ------------------------ | -------- | ------------- |
| Hyypiä 10' L. García 25' | (Report) | Cannavaro 63' |

| Lyon        | 1 – 1    | PSV      |
| ----------- | -------- | -------- |
| Malouda 12' | (Report) | Cocu 79' |

| Milan                     | 2 – 0    | Internazionale |
| ------------------------- | -------- | -------------- |
| Stam 45+1' Shevchenko 74' | (Report) |                |

| Chelsea                               | 4 – 2    | Bayern München                   |
| ------------------------------------- | -------- | -------------------------------- |
| J. Cole 4' Lampard 60' 70' Drogba 81' | (Report) | Schweinsteiger 52' Ballack 90+3' |

Retur
| Bayern München                        | 3 – 2    | Chelsea                |
| ------------------------------------- | -------- | ---------------------- |
| Pizarro 65' Guerrero 90' Scholl 90+5' | (Report) | Lampard 30' Drogba 80' |

Chelsea won 6–5 on aggregate.
| Internazionale | 0 – 3    | Milan          |
| -------------- | -------- | -------------- |
|                | (Report) | Shevchenko 30' |

Match forfeited. Milan were awarded a 3–0 win.
Milan won 5–0 on aggregate.
| Juventus | 0 – 0    | Liverpool |
| -------- | -------- | --------- |
|          | (Report) |           |

Liverpool won 2–1 on aggregate.
| PSV      | 1 – 1 (aet) | Lyon        |
| -------- | ----------- | ----------- |
| Alex 50' | (Report)    | Wiltord 10' |

|                                                |       | Penaltiuri                           |  |
| Robert · Beasley · Bouma · Ooijer · van Bommel | 4 – 2 | Abidal · Ben Arfa · Essien · Juninho |  |

Lyon 2–2 PSV on aggregate. PSV won 4–2 on penalties.

### Semifinale
| Echipa 1 | Scor gen. | Echipa 2  | Tur | Retur |
| -------- | --------- | --------- | --- | ----- |
| Chelsea  | 0–1       | Liverpool | 0–0 | 0–1   |
| Milan    | (a)3–3    | PSV       | 2–0 | 1–3   |

Tur
| Milan                       | 2 – 0    | PSV |
| --------------------------- | -------- | --- |
| Shevchenko 42' Tomasson 90' | (Report) |     |

| Chelsea | 0 – 0    | Liverpool |
| ------- | -------- | --------- |
|         | (Report) |           |

Retur
| Liverpool    | 1 –0     | Chelsea |
| ------------ | -------- | ------- |
| L. García 4' | (Report) |         |

Liverpool won 1–0 on aggregate.
| PSV                    | 3 – 1    | Milan           |
| ---------------------- | -------- | --------------- |
| Park 9' Cocu 65' 90+2' | (Report) | Ambrosini 90+1' |

Milan 3–3 PSV. Milan won on away goals.

### Finala
| Milan                                           | 3–3 (d.p.)                          | Liverpool                         |
| ----------------------------------------------- | ----------------------------------- | --------------------------------- |
| Maldini 1' Crespo 39', 44'                      | Report MatchCentre Report (archive) | Gerrard 54' Šmicer 56' Alonso 60' |
| Serginho · Pirlo · Tomasson · Kaká · Shevchenko | 2–3                                 | Hamann · Cissé · Riise · Šmicer   |

| Câștigătoarea UEFA Champions League 2004-05 |
| ------------------------------------------- |
| Anglia                                      |
| Liverpool FC Al cincelea titlu              |

## Topul marcatorilor
Topul marcatorilor Ligii Campionilor 2004–05 (începând cu faza grupelor) este următorul:
| Loc | Nume                | Echipa            | Goluri | Meciuri | Minute jucate |
| --- | ------------------- | ----------------- | ------ | ------- | ------------- |
| 1   | Ruud van Nistelrooy | Manchester United | 8      | 7       | 528'          |
| 2   | Adriano             | Internazionale    | 7      | 7       | 548'          |
| 2   | Roy Makaay          | FC Bayern München | 7      | 8       | 702'          |
| 4   | Sylvain Wiltord     | Lyon              | 6      | 8       | 606'          |
| 4   | Hernán Crespo       | Milan             | 6      | 10      | 612'          |
| 4   | Andriy Shevchenko   | Milan             | 6      | 10      | 869'          |
| 7   | Ivan Klasnić        | Werder Bremen     | 5      | 7       | 431'          |
| 7   | Obafemi Martins     | Inter Milano      | 5      | 8       | 510'          |
| 7   | Tuncay Șanlı        | Fenerbahçe        | 5      | 6       | 525'          |
| 7   | Didier Drogba       | Chelsea           | 5      | 9       | 688'          |
| 7   | Thierry Henry       | Arsenal           | 5      | 8       | 720'          |
| 7   | Michael Essien      | Lyon              | 5      | 10      | 930'          |
| 7   | Luis García         | Liverpool         | 5      | 12      | 972'          |

- Sursa: Top Scorers – Final – Wednesday 25 May 2005 (after match)